# براندون تشانغ
براندون تشانغ هو مغني صيني وكندي، ولد في 28 ديسمبر 1982 في تورونتو في كندا.

## وصلات خارجية
- براندون تشانغ على موقع IMDb (الإنجليزية)
- براندون تشانغ على موقع قاعدة بيانات الفيلم (الإنجليزية)